# Велтерсбург
Велтерсбург (њем. Weltersburg) општина је у њемачкој савезној држави Рајна-Палатинат. Једно је од 192 општинска средишта округа Вестервалд. Према процјени из 2010. у општини је живјело 278 становника. Посједује регионалну шифру (AGS) 7143307.

## Географски и демографски подаци
Велтерсбург се налази у савезној држави Рајна-Палатинат у округу Вестервалд. Општина се налази на надморској висини од 400 метара. Површина општине износи 2,7 km². У самом мјесту је, према процјени из 2010. године, живјело 278 становника. Просјечна густина становништва износи 105 становника/km².